# Pteris droogmaniana
Pteris droogmaniana är en kantbräkenväxtart som beskrevs av Lucien Linden. Pteris droogmaniana ingår i släktet Pteris och familjen Pteridaceae. Inga underarter finns listade.